# Benedetto Cotrugli
Benedetto Cotrugli (in latino Benedictus de Cotrullis, in croato Benedikt Kotruljević; Ragusa, 1416 – L'Aquila, 1469) è stato un diplomatico ed economista dalmata originario di Ragusa, capitale della Repubblica marinara.

## Vita e opere
Nacque a Ragusa da Giacomo e Nicoletta Illich, trascorse 15 anni a Napoli, dove prima svolse l'attività di console della Repubblica marinara dalmata e in seguito fu uditore della Sacra Rota, giudice della cause, commissario e - secondo quanto scrive il Gliubich - ministro di stato alla corte di Alfonso V d'Aragona e del suo successore Ferdinando I di Napoli. In questi anni ebbe la possibilità di entrare in contatto con una serie di dotti umanisti.
Fu dapprima avventore della zecca di Napoli e poi maestro di zecca a Napoli e all'Aquila.
La maggior parte della sua vita, caratterizzata da numerosissimi viaggi per nave, quasi sempre legati alla sua attività commerciale, la passò tra Venezia, Napoli e la Dalmazia. Figlio di mercanti e mercante lui stesso di formazione, quantunque integrata da un periodo di studi filosofici presso l'Università di Bologna, osservò ed approfondì le metodiche di gestione, incluse quelle di contabilizzazione, utilizzate fino a quel tempo, componendo la sua opera più nota: il libro de l'arte de la mercatura, da lui scritto nel 1458 a Castel Serpico (Napoli) e stampato per la prima volta (editio princeps) a Venezia da Francesco Patrizi per la casa editrice Elefanta nel 1573 (seconda edizione ivi, 1602), (ben 115 anni dopo la redazione del manoscritto originale, quando Cotrugli era già morto da tempo) con il titolo Della mercatura e del mercante perfetto.
Attualmente è ritenuto il primo illustratore della 'partita doppia',sistema contabile che introdusse anche nella zecca di Napoli.

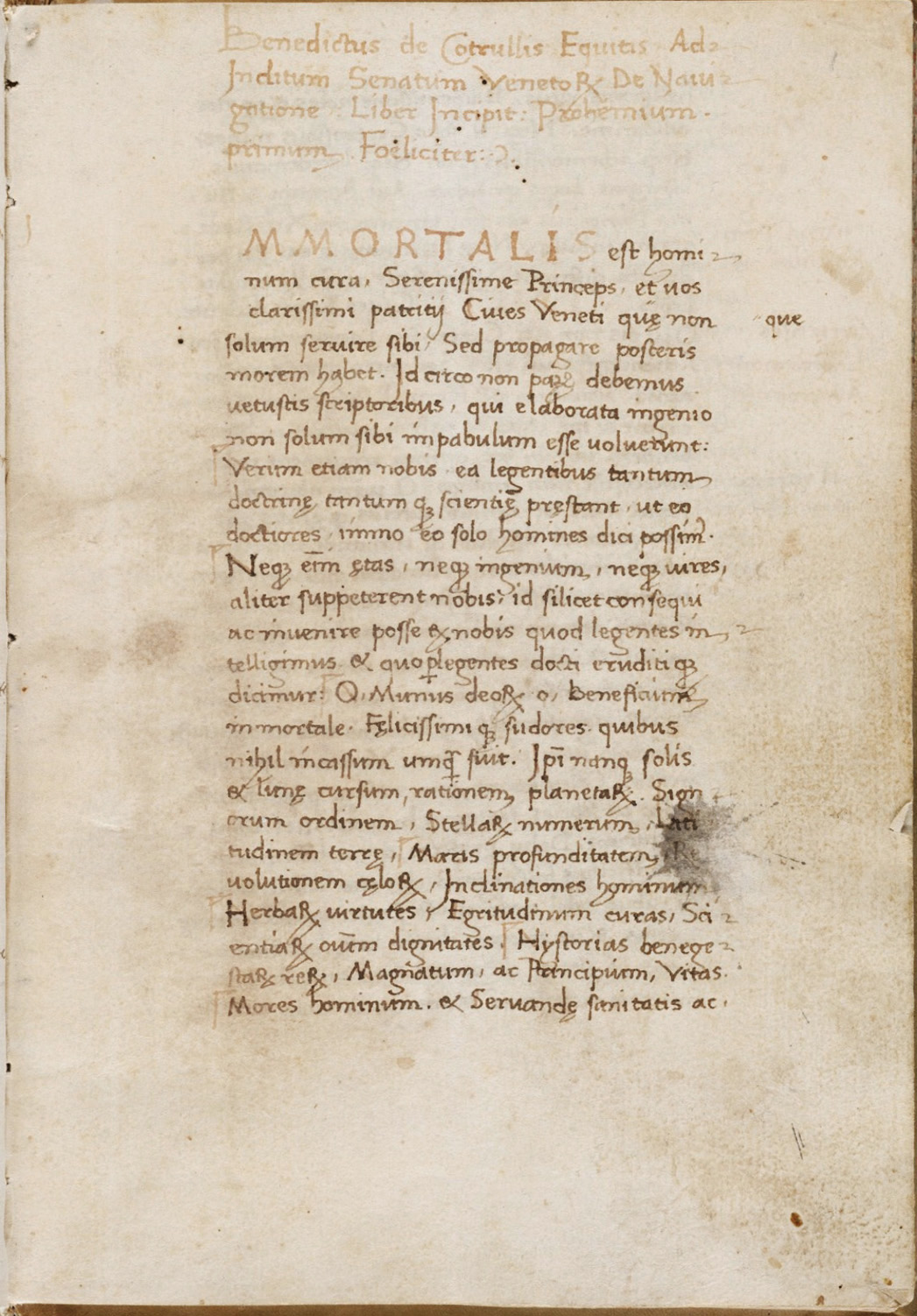
Pagina iniziale manoscritta del De Navigatione

All'inizio del 1998 presso la Libreria Nazionale di Malta venne ritrovato un manoscritto di questo libro (intitolato Libro de l'Arte de la Mercatura), datato 1475 (copista Marino de Raphaeli de Ragusa) e di nove anni più antico del più vecchio precedentemente conosciuto (copista Strozzi, 1484). Il testo di questo manoscritto è seguito da un'appendice della medesima mano, considerata ancor più importante e preceduta da alcune istruzioni: contiene un inventario e 266 annotazioni contabili giornaliere.
Tali annotazioni contabili riguardano questioni manifestamente verificatesi, suddivise per temi: indicazioni di vari tipi di transazioni e commerci, comprensivi di tasse, costi di intermediazione ed altri costi, "Camera d'Imprestedi", lettere di scambio, viaggi commerciali (a Beirut, Alessandria d'Egitto e in Spagna), assicurazioni marittime, produzione di seta, costruzione di case, vendita o affitto di immobili, baratti; il tutto inframmezzato da altre annotazioni ed istruzioni.
La forma e il contenuto delle note giornaliere sono tipicamente veneziane, e tutto può essere datato alla prima metà del XV secolo. Molti nomi contenuti all'interno delle note sono riscontrabili anche in altri noti repertori coevi, come quelli di Giacomo Badoer e di Andrea Barbarigo; c'è anche una nota su un "Banco de Soranzi" che fallì nel 1453.
Questa appendice è la più vecchia raccolta di note contabili giornaliere in un libro di testo per mercanti finora conosciuta (J. Postma - A.J. van der Helm, la Riegola de Libro, vedi nota bibliografica).
Ma gli elementi di novità e di interesse di questo importante testo - a lungo rimasto nell'oblio - ai fini della storia economica, ed in particolare degli studi economico aziendalistici, vanno ben oltre la semplice attribuzione della "paternità" della partita doppia, tanto da portare i proff. Luc Marco e Robert Noumen, del centro di ricerca in gestione e management dell’Università di Parigi 13, nelle conclusioni della ampia e circostanziata prefazione alla loro pubblicazione del 2008 intitolata (non a caso) "Cotrugli: notre fondateur?" (vedi nota bibliografica) ad affermare: «È per la sua freschezza di pensiero e la grande conoscenza dell’anima del commercio e degli affari industriali e finanziari che egli [Cotrugli] può essere legittimamente considerato il primo autore moderno della scienza della gestione».
In anni recenti è stata trascritta un'altra opera manoscritta del Cotrugli: il De Navigatione (1464), in lingua italiana tranne la dedica iniziale al Senato della Repubblica di Venezia, in lingua latina.
Sempre recentemente, un significativo contributo alla riscoperta e divulgazione del pensiero di questo importante autore è stato dato dai lavori di approfondimento e traduzione di alcuni docenti ed esperti facenti capo all'Università Cà Foscari di Venezia che hanno portato ad una serie di importanti pubblicazioni sia a livello nazionale sia, soprattutto, internazionale.
Nel 2017 è stata pubblicata dalla casa editrice Palgrave Mcmillan la prima traduzione in lingua inglese del Libro de l'arte de la mercatura (The Book of the Art of Trade) a cura di Carlo Carraro e Giovanni Favero, dell'Università Cà Foscari di Venezia, con introduzione di Niall Ferguson, professore di Storia ad Harvard, basata sull'edizione critica del testo originale effettuata da Vera Ribaudo, dell'Università Cà Foscari di Venezia, pubblicata nel maggio del 2016, Edizioni Cà Foscari.
Nel 2022 viene pubblicata dalla casa editrice Guerini Next la prima traduzione integrale in italiano contemporaneo del libro dell'arte di mercatura, curata da Vera Ribaudo, già autrice dell'edizione critica pubblicata nel 2016 per le edizioni Cà Foscari, con testo in volgare a fronte e corredata da scritti di Marco Vitale, Carlo Carraro, Tiziana Lippiello e Fabio L. Sattin.
Il 25 ottobre 2024 viene messo in scena per la prima volta dalla Fucina Arti Perfomative Cà Foscari l'adattamento teatrale del libro dell'arte di mercatura con testo e regia di Elisabetta Brusa.

## Della mercatura e del mercante perfetto

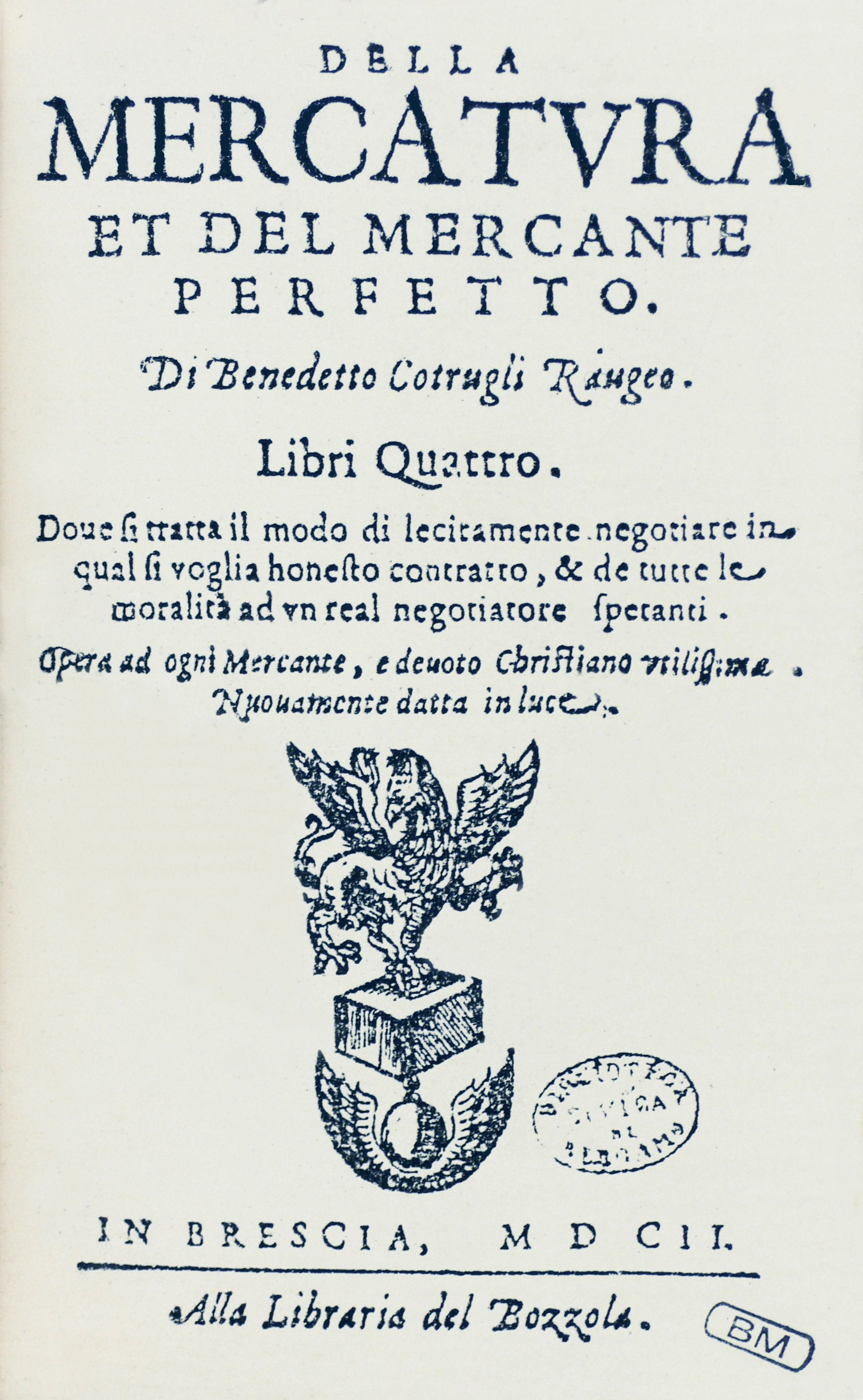
Della mercatura e del mercante perfetto, frontespizio dell'edizione 1602, Fondazione Mansutti, Milano).

All'epoca del Cotrugli, la mercatura era considerata alla stregua di un'arte e secondo questo autore, il "mercante perfetto" era quell'uomo di cultura che - guidato dalla doverosa rettitudine - è così sensibile da interessarsi ai luoghi nei quali opera, sapendone valutare la situazione politica, il diritto e le consuetudini vigenti, al fine di condurre con successo i propri affari.
A queste virtù basilari, il mercante deve aggiungere necessariamente una profonda competenza tecnica, complessivamente trattata dal Cotrugli in quest'opera. In particolare, egli descrive analiticamente lo strumento contabile della partita doppia (successivamente trattato ed ampliato da Luca Pacioli), ed esorta il mercante a tenere tre libri:
- il memoriale (oggi chiamato prima nota), nel quale saranno riportate tutte le operazioni compiute in un dato giorno, ognuna delle quali darà luogo ad una scrittura contabile;
- il giornale, che riporta i fatti di gestione elencati nel memoriale e suddivisi per giorno;
- il quaderno (oggi mastro, da libro maestro) che riporta tutti i conti ed alla fine ha un suo repertorio alfabetico che permette una rapida ricerca per soggetto o per data.

Alla fine dell'anno, l'analisi del giornale e del quaderno è sufficiente per la formazione di una prima situazione contabile, che permetterà successivamente di creare il bilancio di esercizio.
Ma l'analisi di Cotrugli si spinge ben oltre gli aspetti di carattere tecnico. Il testo è infatti suddiviso in quattro "libri". Il primo, dedicato all'origine e principio dell'attività di mercatura, è un vero e proprio repertorio di regole mercantili dettagliate e precise. Di fatto un "manuale" ad uso e consumo del mercante. È in questo primo libro che viene trattato, tra molti altri, il tema della tenuta delle scritture contabili. Il secondo è dedicato all'osservanza della religione "che è necessaria al mercante". Il terzo alle virtù morali e politiche del mercante, anche in quanto uomo onesto e cittadino responsabile. Il quarto al governo della alla famiglia, ai figli, alla casa, fino a giungere alle caratteristiche della sua fine.
Cotrugli definisce la mercatura come "un'arte, ovvero una disciplina praticata tra le persone legittimate a esercitarla, per la conservazione del genere umano, ma pure con speranza di guadagno" e si rivolge in particolare a quei mercanti che hanno "la volontà e desiderio d'acquistare roba con honore et senza ofendere Dio et lo proximo".
Di grande rilievo, quindi, ai fini della corretta comprensione del pensiero di questo autore, è l'approccio olistico e profondamente umanista con cui Cotrugli interpreta l'esercizio di questa "arte". L'obbiettivo ultimo dell'attività mercantile è "la conservazione della umana specie" con anche ("ma pure") speranza di guadagno. Già da questa definizione possiamo cogliere la profondità ed attualità del suo pensiero.
Per Cotrugli la buona conclusione di un affare è in definitiva un'elevazione anche spirituale del mercante perfetto, e in quanto tale deve portare il giusto profitto. Per esser quest'ultimo legittimo, tutto deve avere uno scopo morale: per il giusto profitto - conclude il Cotrugli - "è ordinata quest'arte mercantile (...) à quest'opera de la consecuzione del fine, concorrerà come istrumento atto".

## Identificazione nazionale
Alla fine del XIX secolo, il nome del raguseo Benedetto Cotrugli, che scrisse unicamente in italiano e in latino firmandosi Benedetto Cotrugli o Benedictus Cotrullus (o de Cotrullis) venne traslitterato in Benedikt Kotruljević (secondo un'altra versione più recente, anche Benko Kotruljić) ed identificato come etnicamente croato, affermando che a suo tempo scelse di scrivere in italiano "per far più facilmente circolare (le sue opere) negli ambienti scientifici stranieri" (D.Horvatić).

## Riconoscimenti
- È a lui dedicata una statua a Zagabria
- Moneta commemorativa da 150 kruna a lui dedicata coniata dal Croatian Monetary Institue riportante la sua effigie
- Porta il suo nome la Cotrugli Business School che è oggi una riconosciuta e qualificata Scuola di Business che offre numerosi corsi di formazione, incluso un corso MBA, operante nell'area dell'est europeo e con sedi ed uffici in Croazia, Serbia e Montenegro.
- È a lui dedicata una via di Palermo, Largo Benedetto Cotrugli